# Gordon Macdonald (homme politique)
Pour les articles homonymes, voir MacDonald et Gordon Macdonald.
Gordon Macdonald (27 mai 1888 - 20 janvier 1966) est un homme politique du Parti travailliste britannique et dernier gouverneur britannique de Terre-Neuve ainsi que le dernier président de la Commission de gouvernement en service de 1946 jusqu'à ce que la colonie rejoigne la Confédération canadienne en 1949 et devienne une province du Canada,.

## Jeunesse
Macdonald est né à Gwaenysgor, près de Prestatyn, Flintshire, au Pays de Galles. Sa naissance est enregistrée sous le nom de Gordon McDonald à Holywell au troisième trimestre de 1888. Son père, Thomas Macdonald, et sa mère, Ellen sont tous deux gallois. La famille déménage au Lancashire Coalfield où il est élevé, son père travaillant comme mineur de charbon dans une fosse près d'Ashton à Makerfield. Formé dans une école primaire locale, il suit d'abord son père dans les houillères à l'âge de 13 ans. Il obtient ensuite une bourse au Ruskin College.
En 1920, il est élu au Wigan Board of guardians, en 1924, il devient président d'une société coopérative locale et, la même année, agent minier de la Fédération des mineurs de Grande-Bretagne .

## Député
Aux élections générales de 1929 Macdonald est élu député d'Ince, occupant le siège jusqu'en 1942 . Il est whip travailliste junior de 1931 à 1934 et président de comités de la Chambre des communes. Il démissionne du Parlement en juillet 1942 pour occuper le poste de contrôleur régional du ministère des carburants et de l'énergie pour la région du Lancashire, du Cheshire et du nord du Pays de Galles.

## Gouverneur de Terre-Neuve
En janvier 1946, il est nommé gouverneur de Terre-Neuve et commandant en chef de Terre-Neuve et de ses dépendances, et président de la Commission de gouvernement non élue qui gouverne le dominion . En même temps, il est créé Chevalier Commandeur de l'Ordre de Saint-Michel et Saint-Georges. Il supervise l'élection de la Convention nationale de Terre-Neuve en 1946 et la tenue de deux référendums en 1948, qui conduisent Terre-Neuve à devenir une province du Canada en mars 1949.
Macdonald est perçu comme étant pro-fédération et est accusé de partialité par Peter Cashin et les partisans du gouvernement responsable et d'avoir manipulé les référendums .
Macdonald quitte l'île à son entrée au Canada en 1949. Deux jours après son départ, un poème apparemment de félicitations est publié dans The Evening Telegram. Il est apparu que le poème était un acrostiche, avec la première lettre de chaque ligne épelant "LE BÂTARD" .

## Payeur général
De retour au Royaume-Uni en 1949, Macdonald rejoint le gouvernement de Clement Attlee comme Paymaster-General, et est élevé à la Chambre des lords avec le titre de baron Macdonald de Gwaenysgor . En 1950, il est chef de la délégation britannique à la Conférence du Commonwealth sur l'aide économique aux pays d'Asie du Sud-Est tenue à Sydney, Australie et est délégué à l'Assemblée générale des Nations Unies à Lake Success, New York. Il est nommé conseiller privé en 1951. Il occupe ses fonctions jusqu'à ce que le parti travailliste perde le pouvoir aux élections générales de 1951.

## Fin de carrière
Macdonald continue à être actif dans la vie publique.
Parlant couramment le gallois, de 1952 à 1960, il est gouverneur national pour le pays de Galles de la British Broadcasting Corporation, et de 1953 jusqu'à sa mort, il est président du Broadcasting Council for Wales . De 1952 à 1959, il est membre de la Colonial Development Corporation.
Congrégationaliste de religion, il est président national de la Band of Hope Union de Grande-Bretagne en 1951. Il détient deux doctorats honorifiques en droit de l'Université Mount Allison, Sackville, Nouveau-Brunswick et de l'Université du pays de Galles .

## Famille
En 1913, il épouse Mary Lewis de Blaenau Ffestiniog. Le couple a deux fils et une fille .
Il est décédé en janvier 1966, à l'âge de 77 ans. Son fils aîné, Gordon Ramsay MacDonald, lui succède dans la baronnie.